# Liste der Kulturdenkmale in Nordrach

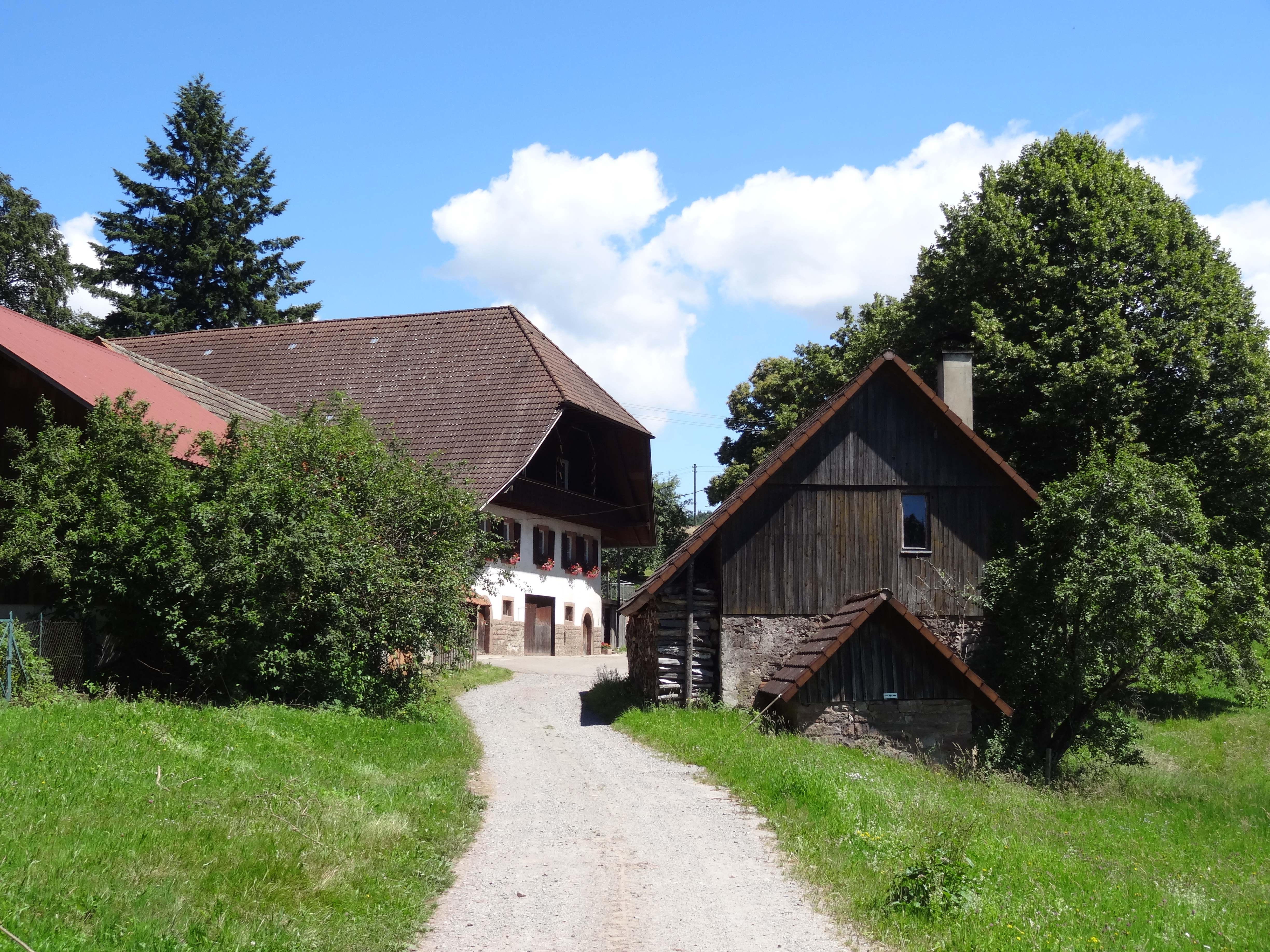
Grosser Hansjakobsweg, Etappe 3 Oberharmersbach – Zell 6

Die Liste der Kulturdenkmale in Nordrach leitet sich aus der Liste des Landesamts für Denkmalpflege Baden-Württemberg ab.

## Allgemein
- Bild: Zeigt ein ausgewähltes Bild aus Commons, „Weitere Bilder“ verweist auf die Bilder im Medienarchiv Wikimedia Commons.
- Bezeichnung: Nennt den Namen, die Bezeichnung oder die Art des Kulturdenkmals.
- Lage: Straßenname und Hausnummer oder Flurstücknummer des Kulturdenkmals, gegebenenfalls auch den Ortsteil. Die Grundsortierung der Liste erfolgt nach dieser Adresse. Der Link (Karte) führt zu verschiedenen Kartendiensten mit der Position des Kulturdenkmals. Fehlt dieser Link, wurden die Koordinaten noch nicht eingetragen. Sind diese bekannt, können sie über ein Tool mit einer Kartenansicht einfach nachgetragen werden. In dieser Kartenansicht sind Kulturdenkmale ohne Koordinaten mit einem roten bzw. orangen Marker dargestellt und können durch Verschieben auf die richtige Position in der Karte mit Koordinaten versehen werden. Kulturdenkmale ohne Bild sind an einem blauen bzw. roten Marker erkennbar.
- Datierung: Baubeginn, Fertigstellung, Datum der Erstnennung oder grobe zeitliche Einordnung entsprechend des Eintrags in der zuständigen Denkmaldatenbank (Landesamt für Denkmalpflege Baden-Württemberg).
- Beschreibung: Kurzcharakteristik des Kulturdenkmals.

## Baudenkmale
| Bild           | Bezeichnung                            | Lage                                                | Datierung | Beschreibung                                                       | ID |
| -------------- | -------------------------------------- | --------------------------------------------------- | --------- | ------------------------------------------------------------------ | -- |
|                | Ehrenmal                               | Im Kurgartengebiet neben der Pfarrkirche St. Ulrich |           | Ehrenmal für die Opfer beider Weltkriege                           |    |
|                | Ehrenmal                               | Im Kurgartengebiet neben der Pfarrkirche St. Ulrich |           | Ehrenmal für die Opfer des Deutsch-Französischen Krieges 1870–1871 |    |
| Weitere Bilder | Jüdischer Friedhof                     | Im Wald in der Nähe der Winkelwaldklinik            | um 1907   | Von der Rothschildstiftung Frankfurt am Main erbaut                |    |
|                | Maile-Gießler-Hof                      | Winkelwald 1                                        | 1836      | Gehöft                                                             |    |
|                | Sankt-Georg-Pflegeheim, Haus Bergblick | Im Dorf 44                                          | 1899–1900 | Lungenheilanstalt                                                  |    |
| Weitere Bilder | Katholische Pfarrkirche St. Ulrich     | Im Dorf 15                                          | 1904–1906 |                                                                    |    |